# Laccophilus flexuosus
Laccophilus flexuosus es una especie de escarabajo del género Laccophilus, familia Dytiscidae. Fue descrita científicamente por Aubé en 1838.
Esta especie se encuentra en Asia del Sur.